# Randolph (Massachusetts)
Randolph é uma vila localizada no condado de Norfolk no estado estadounidense de Massachusetts. No Censo de 2010 tinha uma população de 32.112 habitantes e uma densidade populacional de 1.190,33 pessoas por km².

## Geografia
Randolph encontra-se localizado nas coordenadas 42° 10′ 35″ N, 71° 03′ 06″ O. Segundo o Departamento do Censo dos Estados Unidos, Randolph tem uma superfície total de 26.98 km², da qual 25.46 km² correspondem a terra firme e (5.62%) 1.52 km² é água.

## Demografia
Segundo o censo de 2010, tinha 32.112 pessoas residindo em Randolph. A densidade populacional era de 1.190,33 hab./km². Dos 32.112 habitantes, Randolph estava composto pelo 41.61% brancos, o 38.33% eram afroamericanos, o 0.34% eram amerindios, o 12.45% eram asiáticos, o 0.01% eram insulares do Pacífico, o 3.75% eram de outras raças e o 3.52% pertenciam a duas ou mais raças. Do total da população o 6.41% eram hispanos ou latinos de qualquer raça.